# Villa Regina Margherita (Castellammare del Golfo)
La Villa comunale Regina Margherita o semplicemente Villa Margherita è il principale parco della città di Castellammare del Golfo.
Ubicata in pieno centro storico tra Corso Bernardo Mattarella e Via Don Luigi Sturzo è affiancata da due imponenti scalinate. La villa è impiantata su diverse terrazze che degradano progressivamente verso la Cala Marina.
Fu proprietà dei Padri Crociferi dal 1663 al 1870. Successivamente venne incamerata dallo Stato italiano in seguito all'unificazione nazionale e infine ceduta al comune di Castellammare del Golfo.

## Storia

Antica cartolina della Villa Margherita vista dal quartiere Chiusa

L'attuale villa sorge su un'antica proprietà che i Padri Crociferi, una volta insediatosi nell'omonimo palazzo, si dedicarono a coltivare per più di due secoli. Successivamente all'occupazione sabauda in Sicilia e all'unità nazionale la proprietà venne incamerata dallo Stato italiano per poi cederla al comune di Castellammare del Golfo.
Nei primi anni del XX secolo il parco, recintato da una staccionata lignea cominciò a essere sempre meno frequentato e lasciato all'incuria. Successivamente, viste le precarie condizione del parco, si pensò di trasformarlo in una scuola elementare, sfruttando gli spazi aperti per lo svolgimento delle attività ricreative. La proposta fu infatti presentata al consiglio comunale che non accettò questa iniziativa e venne immediatamente bocciata dall'opposizione. La scuola, pertanto, non fu costruita ma la villa continuò a vivere nell'abbandono.

### Il giardino comunale
Tra il 1926 e il 1927 un comitato cittadino, promosse una sottoscrizione per la riqualificazione della villa e renderla in tal modo fruibile da parte dei cittadini. Il comune, a tal proposito, dichiarò di non avere risorse da destinare a tale scopo.
Il progetto di recupero prevedeva, anche, la sostituzione della staccionata lignea ormai fradicia con una ringhiera di ferro fissata su una solida base di cemento e il ripristino delle antiche aiuole di fioritura. I fondi necessari furono raccolti da alcuni giovani cittadini che volontariamente si proposero per il bene della comunità. Questi giovani raccoglitori stavano seduti dietro un tavolo, collocato nei punti di ritrovo della città. L'offerta minima che richiedevano era di 50 centesimi di lire. Così facendo, grazie alla generosità del popolo castellammarese, in poco tempo si riuscì a raccogliere la cifra di 20.000 lire sufficienti per il ripristino. La riqualificazione della villa venne a compimento e la recinzione ferrea fu confezionata nel laboratorio Tesoriere/Romano di via Segesta. Nel 1929 la staccionata lignea venne finalmente sostituita con delle pregiate cancellate in ferro battuto.
Nel 1956 la pavimentazione della villa ebbe necessità di essere adeguatamente rifatta e a ciò provvide l'amministrazione. Tutti i viali vennero definiti in battuto di cemento, a sua volta ricoperto con pezzi di marmo. Questo intervento diede un nuovo volto alla villa e la rese ancora più attraente.

### Il monumento ai caduti

Vecchia cartolina del monumento ai caduti

Il 9 agosto 1925 al centro della prima terrazza (entrando da Corso Mattarella), fu inaugurato un monumento, opera dello scultore Leopoldo Messina, in onore dei Caduti nella prima guerra mondiale. Nel 1920, nelle aiuole situate ad est della villa, è stato collocato su una colonna,un mezzobusto in bronzo in ricordo del caduto Giuseppe Grillo. La cerimonia di inaugurazione fu di grande importanza e si svolse alla presenza delle autorità civili e militari, delle rappresentanze dei mutilati, degli ex combattenti e di una delegazione dei castellammaresi in America, venuti appositamente da New York. Tra gli intervenuti c'erano: l'onorevole Carusi, sottosegretario di stato alle comunicazioni; il generale Basso, comandante del corpo d'armata di Palermo; il generale Leoncini comandante di divisione; Cesare Mori prefetto della provincia di Trapani; e moltissimi altri.
Alle ore 12 in punto, davanti al Palazzo del Comune, si formò un corteo preceduto dalla banda musicale dei carabinieri di Palermo e seguito da un plotone dell'86º Reggimento Fanteria in grande uniforme, comandato da un tenente in rappresentanza dell'esercito. 
Lungo il percorso dell'interminabile corteo venivano suonati gli Inni alla Patria e oltre alla banda dei carabinieri era presente anche la banda musicale di Castellammare e quella di Calatafimi. Dopo un lungo giro salendo per la via Roma e continuando per via Zingaro, Corso Garibaldi e infine arrivando in Corso Mattarella, tutta imbandierata, il corteo pervenne dentro la villa comunale dove, da un palco appositamente eretto, le autorità e l'arciprete Navarra parlarono al numeroso pubblico. 
Durante la seconda guerra mondiale le statue in bronzo vennero fuse per fini bellici e il monumento ne rimase privo per anni. Le attuali statue furono successivamente rifatte sotto modello delle originali tra la fine degli anni '70 e gli inizi degli anni '80. Furono realizzate dall'architetto Giuseppe Mercadante sottocommissione di Peppino Caleca con il contributo dei castellammaresi emigrati negli Stati Uniti.

## Descrizione

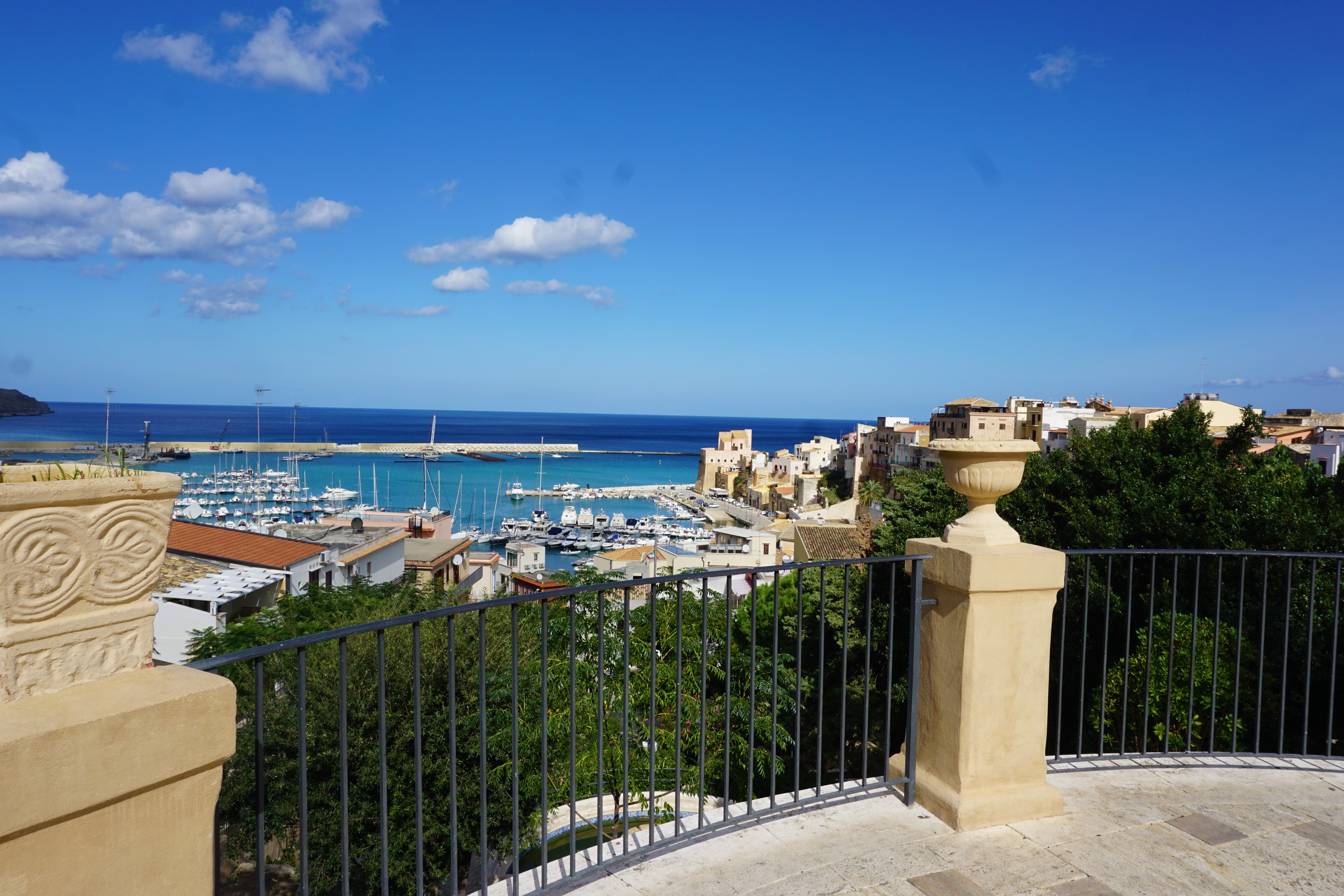
Veduta su Cala Marina dalla balconata principale

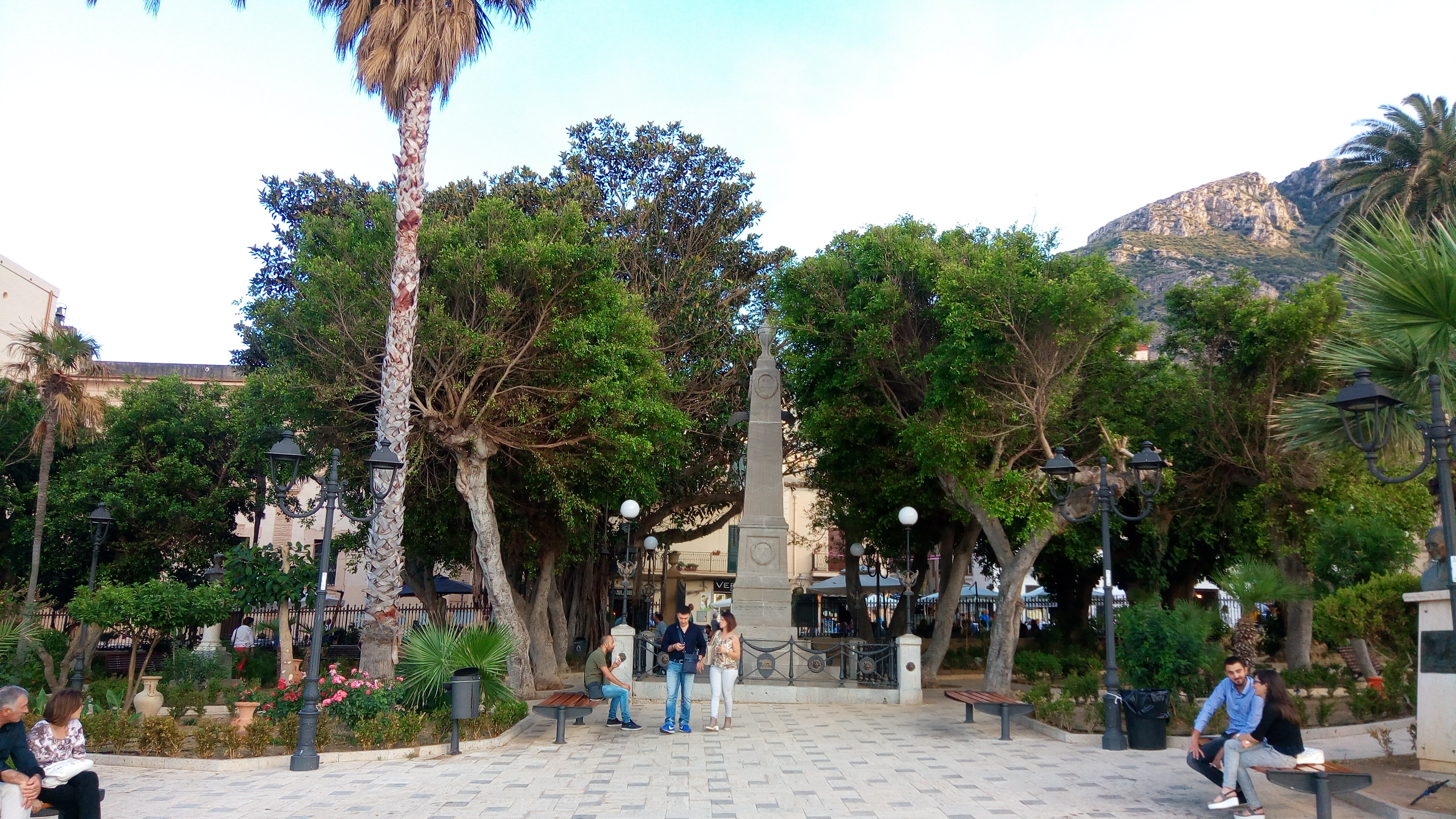
Il monumento visto dalla balconata

La villa comunale di Castellammare del Golfo, intitolata alla Regina Margherita di Savoia, moglie di Umberto I, sorge nell'antico altopiano dei Padri Crociferi, una zona sollevata dove è possibile ammirare dalle numerose balconate che la compongono un panorama pittoresco sulla Marina di Castellammare e il suo suggestivo centro storico. Affiancata da due maestose scalinate (via Discesa Marina e Via Don Luigi Sturzo) declina gradualmente verso il mare. Il parco ha due entrate: quella principale su Corso Bernardo Mattarella di fronte Palazzo Crociferi, mentre la seconda si trova nella parte inferiore della villa, in una piazzetta poco distante dalla Cala Marina. Nella parte superiore, che si affaccia su Corso Mattarella, è possibile ammirare il monumento dei caduti nella prima guerra mondiale, composto a gradoni con in sommità una lampada votiva e con due statue in bronzo che rappresentano un soldato con un fucile poggiato su un gradino, che rivolge il braccio verso l'altra statua posta nella parte superiore dell'obelisco che rappresenta la vittoria alata. Oltre al monumento, all'interno della villa sono collocati alcuni busti in bronzo dedicati, uno al giovane soldato Giuseppe Grillo e un altro dedicato al dottore Francesco Safina.
Ai lati della balconata principale si snodano due scalinate che permettono di raggiungere l'altra parte di villa e si intersecano davanti a una fontana a forma di mezzaluna. La restante parte di villa è costituita da curati vialetti in pietra e da aiuole a gradoni che, man mano si scende, degradano verso la seconda entrata, formando un vero polmone verde nel centro storico della città. D'importante valore storico è l'albero di ficus piantato nel 1890 dall'allora amministrazione comunale in seguito alla premiazione di una bambina che ebbe una pagella con il massimo dei voti.
All'interno della villa, sono presenti alcuni giochi per bambini e un negozio di souvenir collocato nei pressi della vecchia gabbia della scimmia.

## Specie presenti

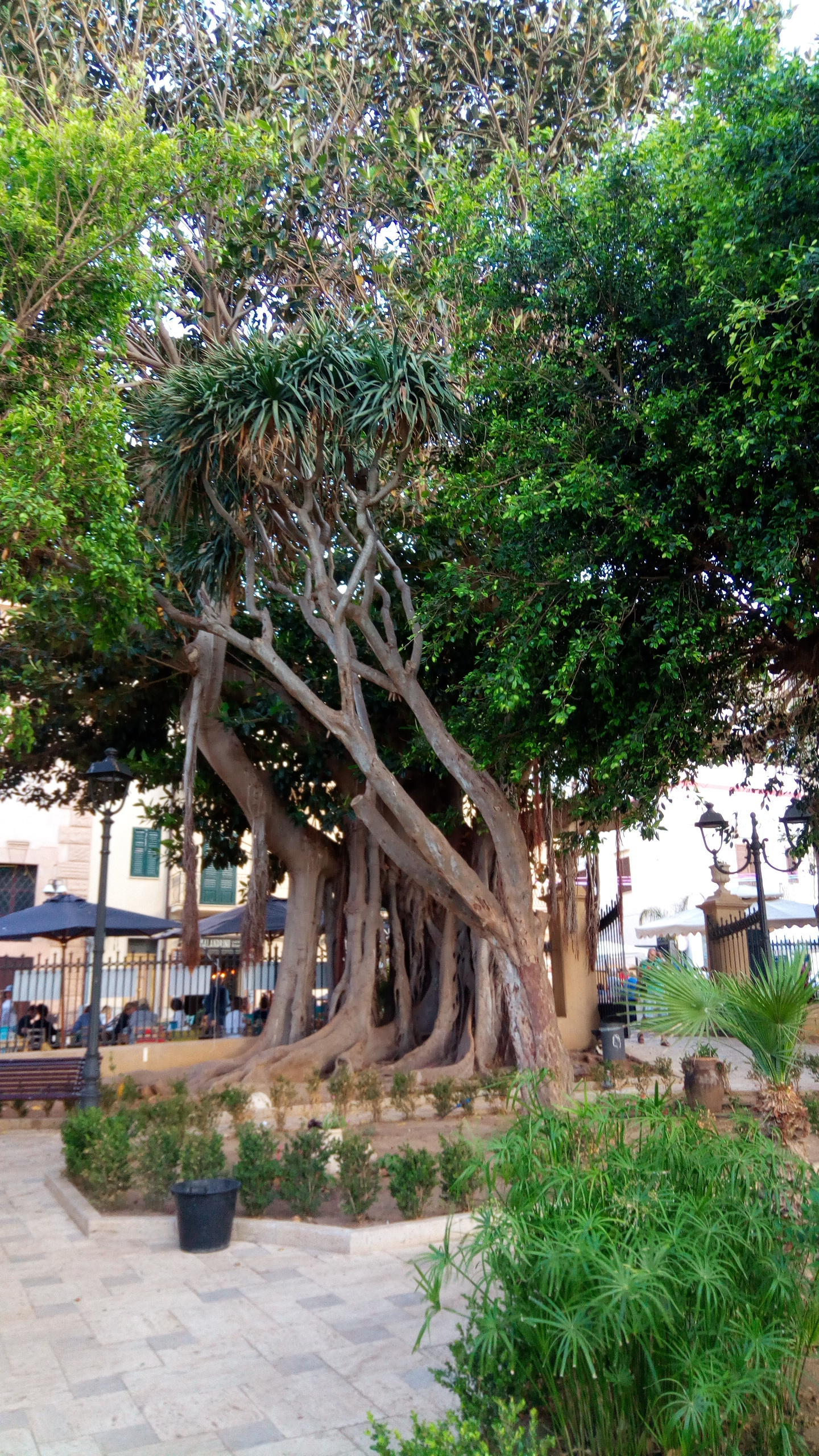
L'antico ficus

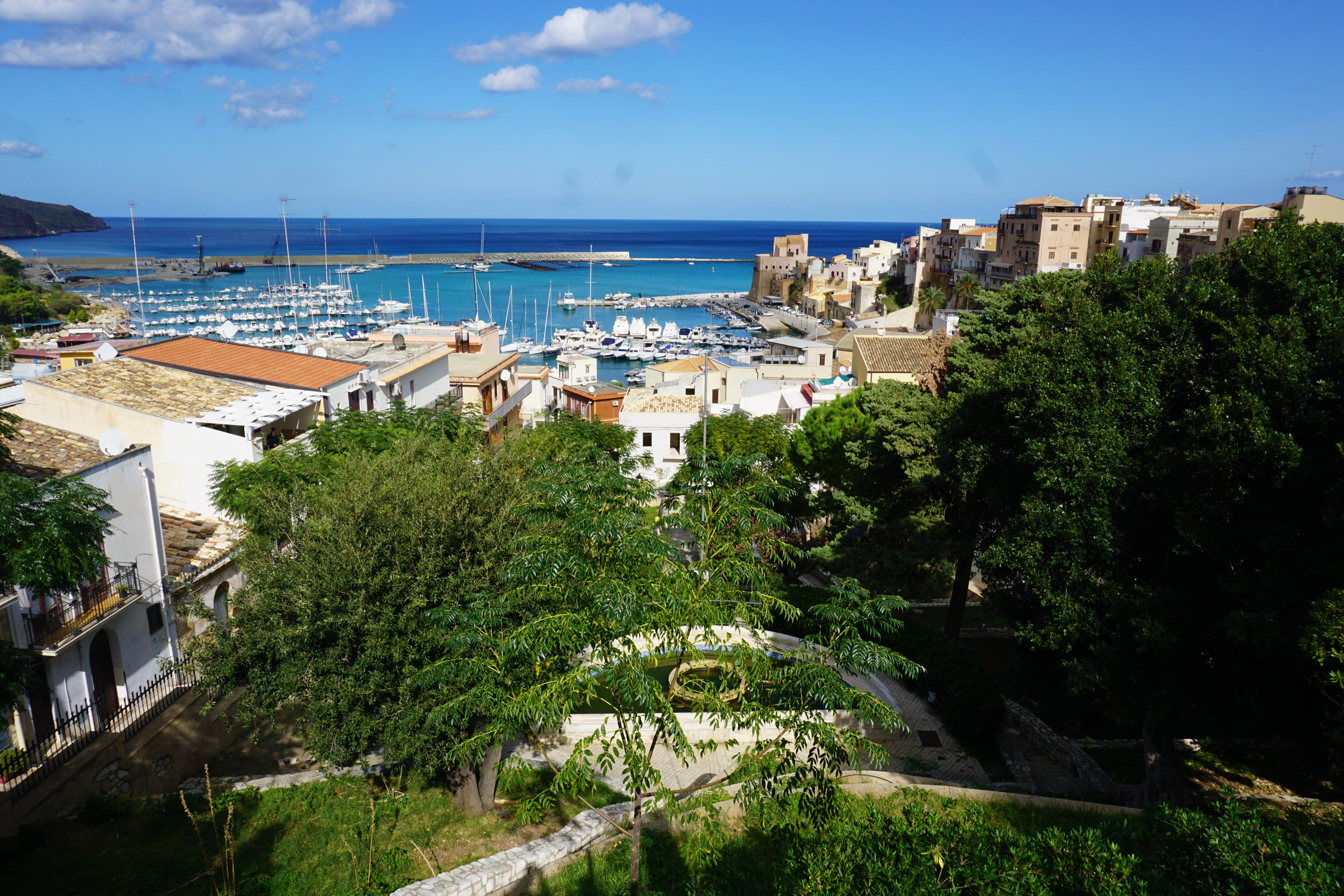
Parte inferiore della villa e la fontana

Gli spazi verdi della Villa Margherita sono costituiti da aiuole composte da varie specie, di particolare importanza è il Ficus benghalensis, piantato nel 1890, che si affaccia sull'entrata principale.
Altre specie presenti sono:
- ficus benjamina
- schefflera
- pittosporo
- palma delle Canarie
- palma californiana
- Trachycarpus fortunei
- palma nana
- palma messicana
- palma da datteri
- albero di Giuda
- albero di Giuda occidentale
- bignonia del capo
- fitolacca dioica
- oleandro
- ibisco cinese
- rosa canina
- citrus aurantium
- platano
- canna d'India
- falso papiro
- aloe vera
- erba miseria
- albero dei rosari
- fico comune
- chasmanthe floribunda
- rosa cinese
- myoporum laetum
- phytolacca dioica
- cipresso comune
- pino d'aleppo
- Laurus nobilis
- calla palustris

## Galleria d'immagini

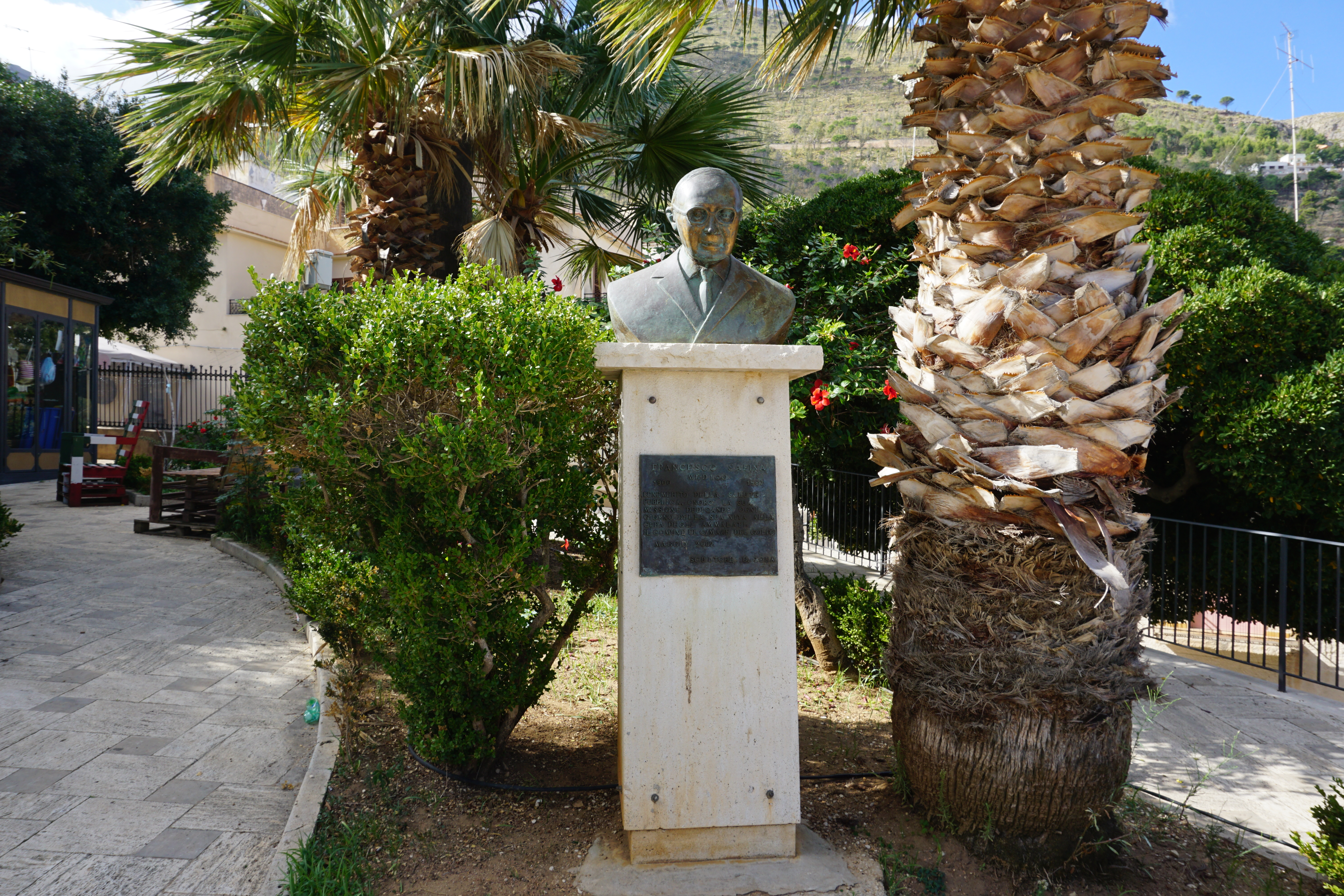
Busto bronzeo del dottore Francesco Safina
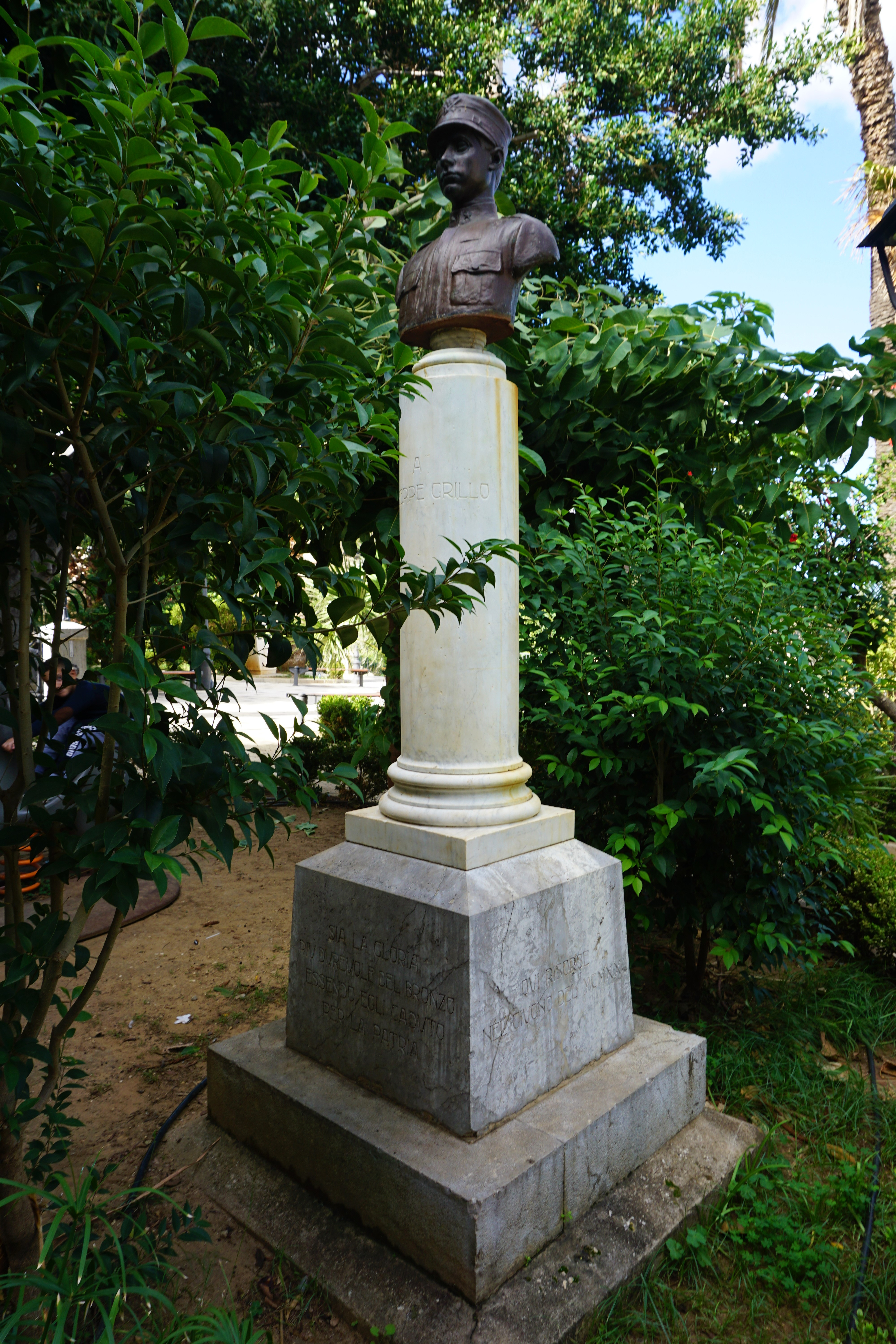
Busto bronzeo del soldato Giuseppe Grillo
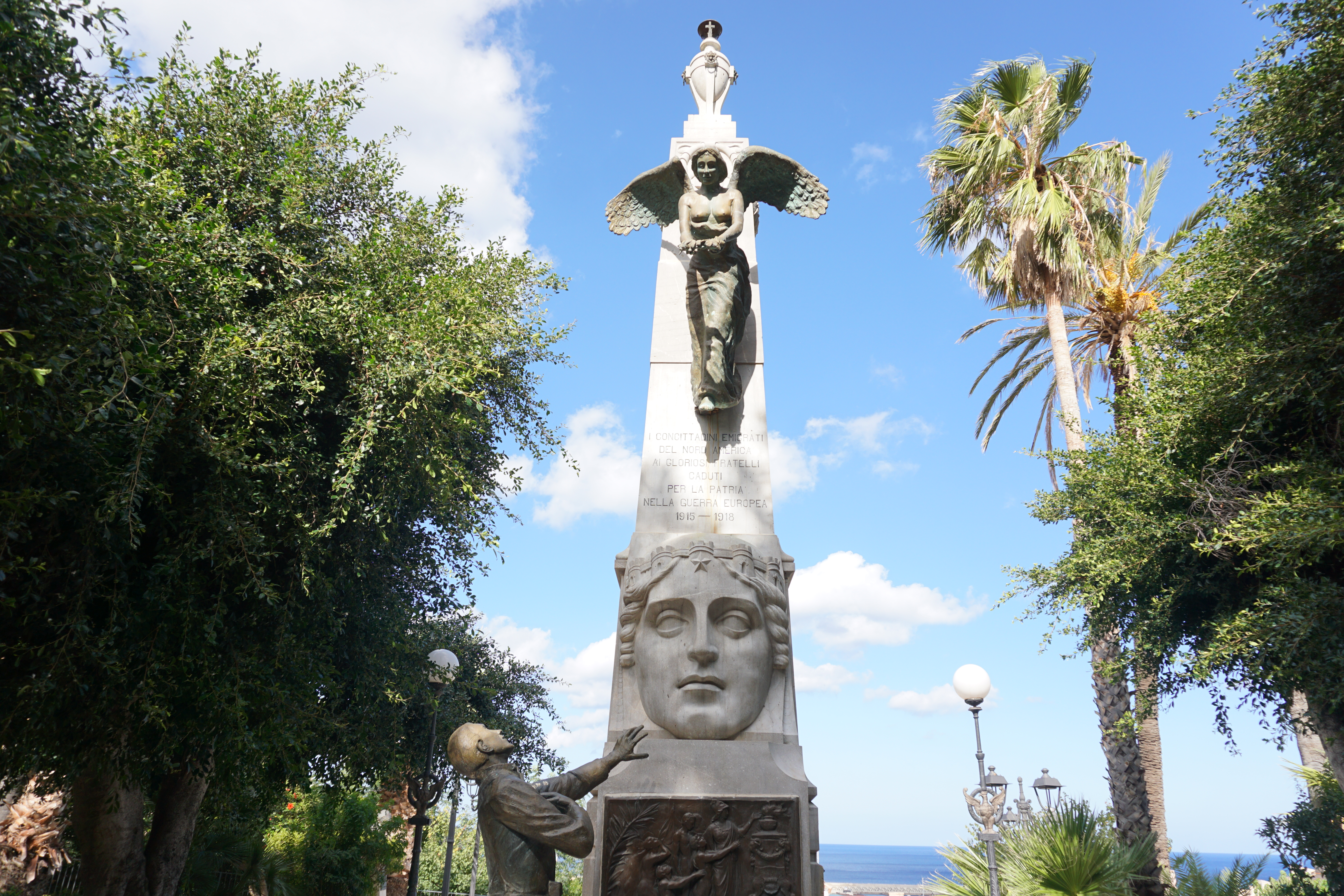
Monumento
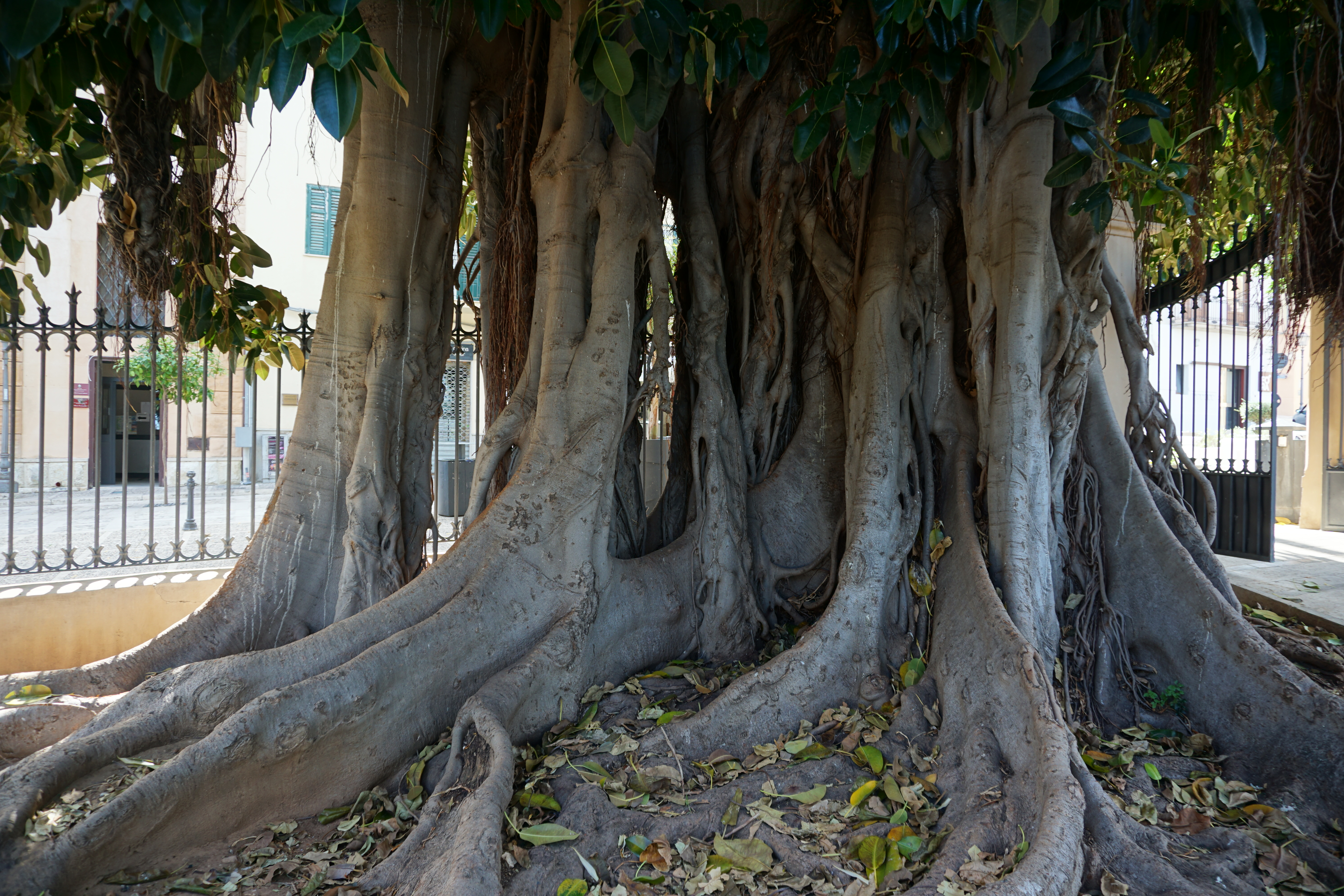
Tronco dell'antico ficus
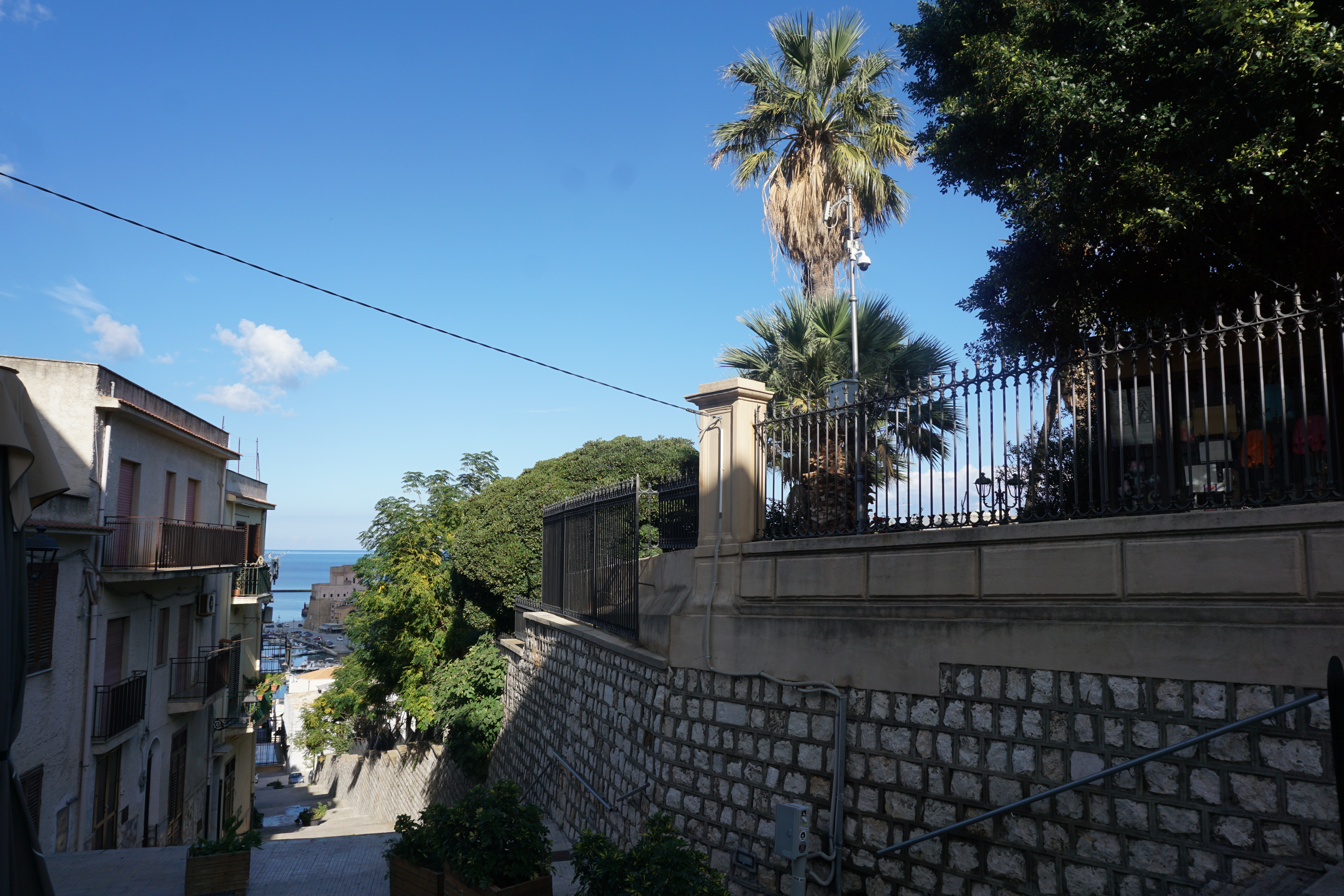
Lato ovest e scalinata discesa marina